# حين ميسرة (فلم)
حين ميسرة فيلم اجتماعي مصري إخراج خالد يوسف وبطولة سمية الخشاب وعمرو سعد ووفاء عامر و عمرو عبد الجليل وهالة فاخر وأحمد سعيد عبد الغني
يتعرض الفيلم للمهمشين اجتماعيا واقتصاديا وهم سكان العشوائيات مشاكلهم والشخصية الرئيسية في الفيلم هي ناهد (سمية الخشاب)، التي تهرب من تحرش زوج أمها لتقع ضحية جريمة اغتصاب، وتتحول في النهاية إلى راقصة، بينما يعيش طفلها بين مقالب الزبالة
وقد أثار الفيلم حالة من غضب علماء الدين بالأزهر في مصر عند عرضه، وخصوصا مشهد السحاق الذي أدته الفنانتان غادة عبد الرازق وسمية الخشاب في الفيلم، وقال الداعية يوسف البدري قال: إن المشهد «السحاقي» يدل على انحدار الأخلاق في السينما وطالب المفكر الإسلامي الدكتور عبد الصبور شاهين بإحالة بطلتي ومؤلف ومخرج الفيلم إلى النيابة العامة للتحقيق معهم بتهمة الدعوة إلى نشر الشذوذ الجنسي والسحاق والتخريب الأخلاقي، مشيرا إلى أن «الأصابع الأميركية والصهيونية» تقف وراء مثل هذه الأعمال الفنية الشاذة ضمن مخطط تخريبي لتدمير أخلاق المجتمع.
ويعتبر الفلم من الافلام الجريئة التي قدمت للمشاهد العربي مشهد من مشاهد الحياة المعاصرة التي يعيشه الموطن العربي الفقير.

## وجهة نظر المخرج
مخرج الفيلم خالد يوسف دافع عن فيلمه بانه يعرض قضايا المهمشين وسكان العشوائيات ويعرض حياتهم كاملة دون تحريف أو تضليل، ويقول أن مشاهد الفيلم تعبر عن الواقع ويمكن أن تكون اقل من الواقع، وهو بهذا الفيلم يدعو إلى تصحيح الأوضاع وليس إلى نشر الشذوذ والبلطجة، فهو يحذر من القنبلة الموقوتة التي أصبحت تعيش في الشارع المصري

## قصة الفيلم
تبدأ قصة الفيلم من اواخر التسعينات حيث وتدور احداثه حول قصة شاب في مقتبل العمر يحاول جاهدا أن يعيش ويعول اسرته وأبناء اخوته في ظل ظروف قاسية جدا.. يصل به الحال إلى التوجه إلى العمل في المخدرات والبلطجة من اجل لقمة العيش.. يحب فتاة وينجب منها ابن غير شرعي ،، وتتحول الفتاة إلى راقصة كباريه والابن إلى أحد أبناء الشوارع.. القصة مأساوية وفيها الكثير من السواد.. وبالرغم من ذلك لا تفقد اثارتها..

## الممثلين
- سمية الخشاب: ناهد
- عمرو سعد: عادل حشيشة
- وفاء عامر: نحمدة
- عمرو عبد الجليل: فتحي
- هالة فاخر: ام رضا والدة عادل
- أحمد بدير: عم عبده
- غادة عبد الرازق:
- أحمد سعيد عبد الغني: الضابط علاء
- سوسن بدر: فكهان والدة ناهد
- سامي مغاوري: زوج ام ناهد
- سليمان عيد
- محمود قابيل
- أميرة فتحي
- سامح الصريطي: رئيس المباحث
- محمد كريم: كامل والد ابن عادل بالتبني
- خالد صالح: رضا شقيق عادل
- عبد الله مشرف
- عمر محمد جمال: أيمن ( الطفل )
- سامي جوهر :البوسطجي